# Chuyến bay 8968 của Merpati Nusantara Airlines
Chuyến bay 8968 của Merpati Nusantara Airlines là một chuyến bay nội địa từ Sorong, Tây Papua, Indonesia đi Kaimana, Tây Papua, Indonesia. Vào ngày 7 tháng 5 năm 2011, máy bay Xian MA60 của Merpati Nusantara Airlines đã rời tại vùng biển gần sân bay Utarom, Kaimana. Chiếc máy bay bị rơi trong điều kiện thời tiết xấu từ độ cao 15.000 foot với khoảng 400 mét trước khi tới đường băng. Có 21 hành khách và 6 phi hành đoàn trên máy bay, tất cả đều thiệt mạng.